# Dolforwyn Castle
Dolforwyn Castle är ett slott i Storbritannien.   Det ligger i kommunen Powys och riksdelen Wales, i den södra delen av landet, 240 km nordväst om huvudstaden London. Dolforwyn Castle ligger 214 meter över havet.
Terrängen runt Dolforwyn Castle är kuperad åt sydost, men åt nordväst är den platt. Terrängen runt Dolforwyn Castle sluttar norrut. Runt Dolforwyn Castle är det ganska tätbefolkat, med 52 invånare per kvadratkilometer. Närmaste större samhälle är Newtown, 4,6 km sydväst om Dolforwyn Castle. Trakten runt Dolforwyn Castle består i huvudsak av gräsmarker.